# Salice
Salice (korsisch U Salge) ist eine Gemeinde auf der französischen Mittelmeerinsel Korsika. Sie gehört zum Département Corse-du-Sud, zum Arrondissement Ajaccio und zum Kanton Sevi-Sorru-Cinarca. Die Bewohner nennen sich Salginchi (korsisch) oder Saliciens. Nachbargemeinden sind Poggiolo im Norden, Azzana im Osten, Vero im Süden, Lopigna im Südwesten und Rosazia im Westen.
Der Dorfkern liegt auf ungefähr 610 Metern über dem Meeresspiegel.

## Bevölkerungsentwicklung
| Jahr      | 1962 | 1968 | 1975 | 1982 | 1990 | 1999 | 2008 | 2012 |
| --------- | ---- | ---- | ---- | ---- | ---- | ---- | ---- | ---- |
| Einwohner | 186  | 201  | 164  | 113  | 77   | 73   | 89   | 75   |